# フィリッパ・ド・ダンマルタン
フィリッパ・ド・ダンマルタン（Philippa de Dammartin, 1227年ごろ - 1278年ごろ）は、オマール伯シモン・ド・ダンマルタンとポンチュー女伯マリーの娘。カスティーリャ王フェルナンド3世の2番目の王妃でイングランド王エドワード1世の王妃エリナー・オブ・カスティルの母ジャンヌ・ド・ダンマルタンの妹にあたる。
フィリッパは3度結婚した。最初に1239/40年ごろにウー伯ラウル2世・ド・リュジニャンと結婚した。ラウル2世にとってフィリッパは3度目の妃であった。2人の間に子女は生まれなかった。後にウー女伯となるマリー・ド・リュジニャンの継母にあたる。
1246年ごろにクシー領主ラウル2世と結婚した。2人の間には1男が生まれた。
- アンゲラン（1250年以前没） - 早世

1252年から1254年の間にゲルデルン伯オットー2世と3度目の結婚をした。2人の間には4子が生まれた。
- ライナルト1世（1255年 - 1326年） - ゲルデルン伯[3]
- フィリッパ - ファルケンブルフ領主ヴァルラム2世と結婚
- マルガレーテ（1281年没） - クレーフェ伯ディートリヒ7世（9世）と結婚
- マリア